# Abd el-Kader

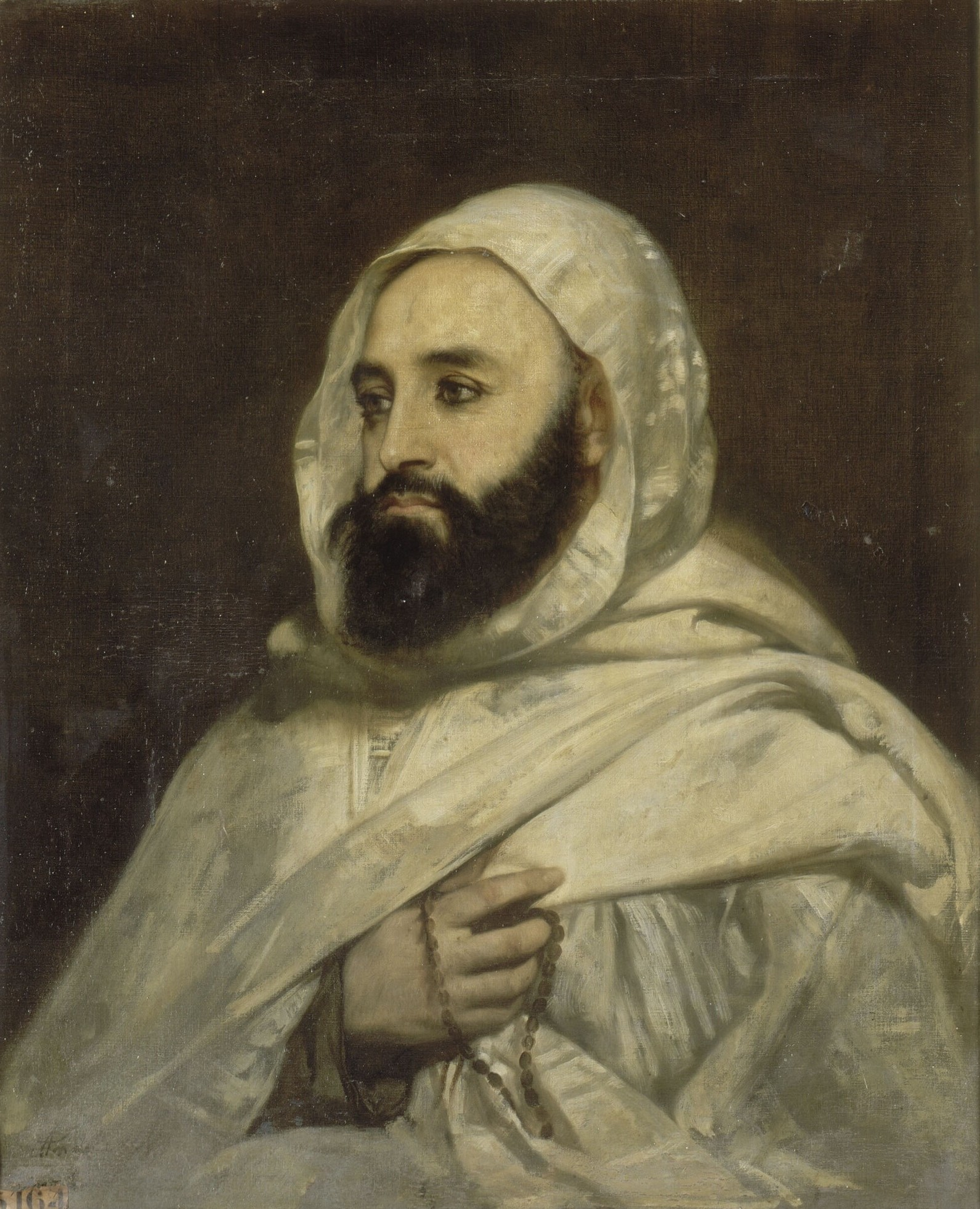
Abd el-Kader

Abd el-Kader (n. 6 septembrie 1808 — d. 26 mai 1883) a fost un conducător al luptei de eliberare națională din prima jumătate a sec. al XIX-lea a poporului algerian. Ales emir în 1832, a condus o luptă dârză, adesea victorioasă, împotriva armatei franceze, dar în 1847 a fost luat prizonier și reținut în Franța până în 1853. A murit la Damasc.